# Callidiopis scutellaris
Callidiopis scutellaris är en skalbaggsart som först beskrevs av Fabricius 1801.  Callidiopis scutellaris ingår i släktet Callidiopis och familjen långhorningar. Inga underarter finns listade.